# Jakob Michelsen
Jakob Saldern Stein Michelsen, född 30 september 1980, är en dansk fotbollstränare som är huvudtränare i norska HamKam. Han har tidigare varit tränare i bland annat Hammarby IF.

## Karriär
Michelsens tränarkarriär började med att träna laget TM Tønders bestående av 10-åriga pojkar 1994–2001. Han coachade senare Kolding FC:s ungdomslag 2001–2004 och IK Skovbakkens ungdomslag 2005–2007. Han tog senare över IK Skovbakkens damlag 2007 som spelade i den danska högsta serien, Elitedivisionen.
I januari 2009 blev Michelsen huvudtränare för IK Skovbakkens A-lag. I och med hans succé i danska laget IK Skovbakken blev han klar för Hobro IK januari 2011.
Efter ett och ett halvt år i Hobro IK gick Michelsen iväg till Tanzania för att träna Tanzanias nationella U17- och U20-lag tillsammans med kollegan Dane Kim Poulsen 2012. I mars 2014 återvände han till Danmark för att ta över rollen som huvudtränare i Skive IK.
I juli 2015 ersatte han Lars Søndergaard som huvudtränare för SønderjyskE som spelar i danska högsta ligan, Superligaen. Under sin första säsong tog Michelsen laget SønderjyskE till nya framgångsrika höjder och var tränaren bakom klubbens historiska andra plats i säsongen 2015/16 danska Superligaen. 
Säsongen blev bäst i klubbens historia, där alla rekord slogs och kvalificerade sig till europeisk fotboll för första gången i Sønderjylland.
Den 21 mars 2016 vann Michelsen utmärkelsen "Årets fotbollstränare i Danmark 2015", vid DBU Awards-prisutdelning (Dansk Fodbold Award) som arrangeras av Danska fotbollsförbundet (Dansk Boldspil-Union).
Jakob Michelsen har kallats "Mini Mourinho", som en hyllning till den portugisiska tränaren José Mourinho.
Den 30 november 2016 skrev Jakob Michelsen treårskontrakt med Hammarby IF och tillträde tjänsten som huvudtränare för Hammarby IF den 1 januari 2017. Den 4 januari 2018 avslutade Hammarby IF samarbetet med Michelsen. Den officiella anledningen från föreningen var att parterna hade olika syn på hur laget och spelet skulle utvecklas.
Den 9 januari 2022 anställdes Michelsen som ny huvudtränare i norska Eliteserien-klubben HamKam.